# سولداد د گراسیانو اسانچز

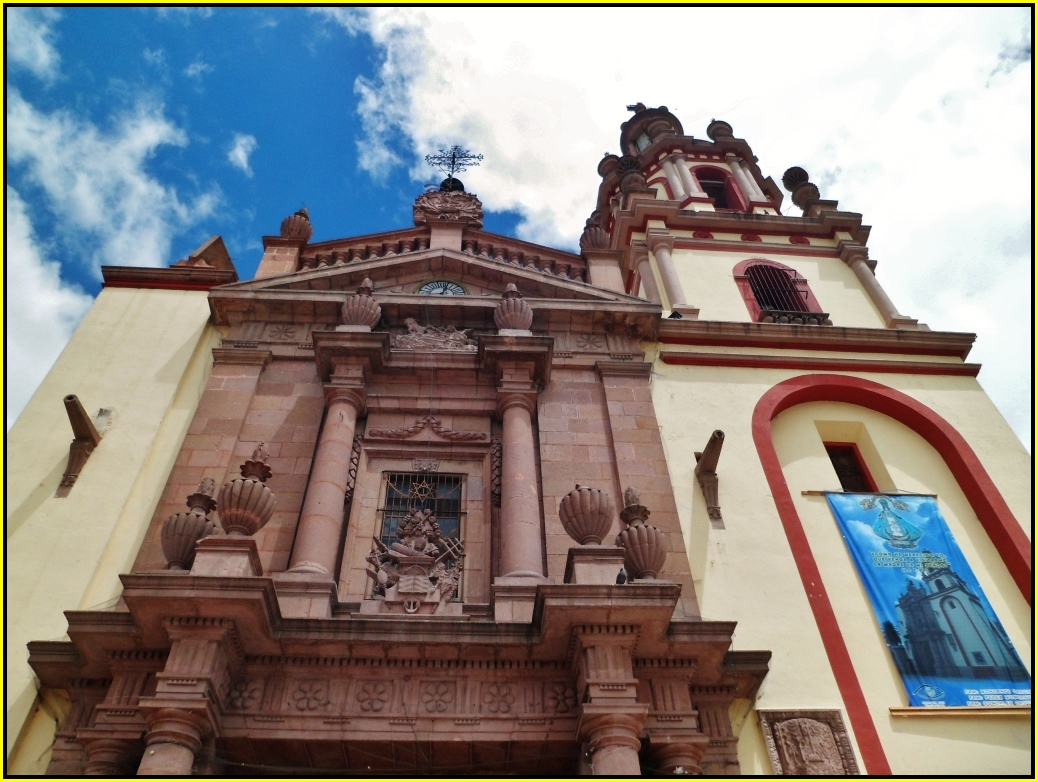
نمایی از کیسای سولداد د گراسیانو اسانچز - ۲۰۱۲

سولداد د گراسیانو اسانچز (به اسپانیایی: Soledad de Graciano Sánchez) از شهرهای کشور مکزیک است که در ایالت سان لوئیس پوتوسی قرار دارد و جمعیت آن طبق سرشماری سال ۲۰۱۰ میلادی ۲۵۵٬۰۱۵ نفر بوده است.